# Kholmivka
Kholmivka (en ucraïnès: Холмівка) és un poble de la República Autònoma de Crimea a Ucraïna, que el 2014 tenia 2.234 habitants. Pertany al districte de Bakhtxissarai. Fins al 1948 la vila es deia Zalankoi.